# Dior Hall
Dior Hall (ur. 2 stycznia 1996) – amerykańska lekkoatletka, specjalistka od biegów płotkarskich. 
W 2013 została wicemistrzynią świata juniorów młodszych w Doniecku na dystansie 100 metrów przez płotki. Rok później zdobyła srebrny medal juniorskich mistrzostw świata w Eugene. Złota medalistka juniorskich mistrzostw Stanów Zjednoczonych.

## Osiągnięcia
| Rok  | Impreza                               | Miejsce   | Konkurencja                               | Lokata     | Wynik   |
| ---- | ------------------------------------- | --------- | ----------------------------------------- | ---------- | ------- |
| 2012 | Mistrzostwa świata juniorów           | Barcelona | bieg na 100 metrów przez płotki           | –          | DQ      |
| 2013 | Mistrzostwa świata juniorów młodszych | Donieck   | bieg na 100 metrów przez płotki (76,2 cm) | 2. miejsce | 13,01   |
| 2013 | Mistrzostwa świata juniorów młodszych | Donieck   | sztafeta szwedzka                         | 1. miejsce | 2:05,16 |
| 2014 | Mistrzostwa świata juniorów           | Eugene    | bieg na 100 metrów przez płotki           | 2. miejsce | 12,92   |
| 2015 | Mistrzostwa panamerykańskie juniorów  | Edmonton  | bieg na 100 metrów przez płotki           | 1. miejsce | 13,20   |

## Rekordy życiowe
- Bieg na 60 metrów przez płotki (hala) – 8,01 (2015) były halowy rekord świata juniorów[1]
- Bieg na 100 metrów przez płotki (76,2 cm) – 13,01 (2013)
- Bieg na 100 metrów przez płotki – 12,74 (2015) rekord świata juniorów